# Lake Freeman (Neuseeland)
Der Lake Freeman ist ein Gebirgssee im Southland District der Region Southland auf der Südinsel von Neuseeland.

## Geographie
Der Lake Freeman befindet sich rund 3,7 km westlich des nördlichen Endes der Kepler Mountains und rund 8 km westsüdwestlich des South Fiord, eines Arms des Lake Te Anau. Der auf einer Höhe von 734 m liegende See erstreckt sich mit einem Seeumfang von rund 1,54 km über eine Fläche von 11 Hektar. Die Länge des Sees bemisst sich auf rund 560 m und seine maximale Breite auf rund 250 m.
Gespeist wird der Lake Freeman vom von Norden kommenden Freeman Burn und von einigen Gebirgsbächen. Der Freeman Burn entwässert den See auch an seiner südsüdwestlich Seite, wo er nach rund 80 m die Ranfurly Falls mit seinen Wässern bedient.